# Stan Collymore
Stanley Victor Collymore, född den 22 januari 1971 i Stone, är en engelsk före detta professionell fotbollsspelare.

## Tidiga karriären
Collymore var redan i tidig ålder en talangfull anfallare och påbörjade sin karriär som lärling i Walsall, för att sedan gå till Wolverhampton Wanderers innan han till slut skrev på för GM Vauxhall Conference-klubben Stafford Rangers. Under tiden i Stafford fick många klubbar upp ögonen för talangen och han skrev bara 19 år gammal i december 1990 på för Crystal Palace och blev i och med det proffsspelare.

## Proffskarriären

### Southend United
Efter att ha lärt sig spela fotboll i Crystal Palace med spelare som Mark Bright och Ian Wright bytte Collymore ned sig till Southend United i divisionen under. Där gjorde han 18 mål på 31 matcher och hjälpte dem från nedflyttning från First Division. Om tiden i Southend har han sagt: "Jag ser säsongen då jag hjälpte Southend hålla sig kvar i First Division som en av mina bästa åstadkomster."

### Nottingham Forest
Efter prestationen hos Southend fick de större klubbarna upp ögonen för honom och det dröjde inte länge förrän Nottingham Forest köpte honom för tre miljoner pund sommaren 1993. Säljsumman blev rekord för Southend United som köpte Collymore för bara 150 000 pund sex månader tidigare.
Collymore gjorde totalt 50 mål på 71 matcher för Nottingham och efter att ha varit katalysatorn i laget som tog sig tillbaka till Premier League 1993 sågs han som en av de största unga talangerna i fotbollsvärlden. Han avslutade sin första säsong med klubben med sammanlagt 25 mål, vilket tog laget som två år senare hade flyttats ned till en tredjeplats i högstadivisionen. I och med det var Nottingham Forest garanterade en plats i Uefa Champions League-kvalet. Supportrarna var lyriska över Stan the Man och såg honom som en av tidernas bästa anfallare med hans blixtsnabba tempo.

### Liverpool
Till slut köpte Liverpool Collymore för den brittiska rekordsumman 8,5 miljoner pund i slutet av säsongen 1994/95 och än en gång försvann Nottingham Forest och relegerades följande säsong.
Collymore gjorde ett spektakulärt mål i sin Liverpool-debut mot Sheffield Wednesday, vilket utgjorde början på hans två år långa visit på Anfield. Han gjorde i genomsnitt mål varannan match och assisterade många gånger Robbie Fowler; tillsammans sågs de som ett av de bästa anfallsparen i Europa. Collymore gjorde två mål mot Newcastle United på hemmaplan i en match som utsågs till en av tidernas mest spännande i Premier Leagues historia av Sky Sports tittare.
Collymore hjälpte Liverpool sluta på en tredjeplats i Premier League, vilket var klubbens högsta slutplacering sedan de vann den gamla First Division-titeln 1990. Efter två säsonger hos klubben såldes han 1997 till Aston Villa för sju miljoner pund, vilket än en gång var klubbrekord.

### Aston Villa
Under tre år hos Aston Villa gjorde Collymore bara 15 mål efter att under ett år ha varit utesluten ur truppen av tränaren John Gregory. Däremot blev han den tredje Aston Villa-spelaren att göra hattrick i en europeisk turnering; de två andra är Gary Shaw och Peter Withe. 1999 var han utlånad till Fulham, där han spelade sex ligamatcher men utan att göra mål.

### Slutet
Efter att ha lämnat Aston Villa gick Collymore till mindre klubbar; först en kort visit hos Leicester City, för att sedan hamna i Bradford City och slutligen spanska Real Oviedo 2001, där han gjorde sin sista säsong som professionell fotbollsspelare.

## Förhållande med Ulrika Jonsson
1998 kunde det läsas på löpsedlar om Collymores relation med den svenskfödda brittiska TV-profilen Ulrika Jonsson, efter att det kom fram att han hade slagit henne. Jonsson beskrev Collymore som ett "monster" i sin självbiografi.

## Efter fotbollskarriären
Collymore skrev 2004 tillsammans med Oliver Holt sin självbiografi, som fick mycket kritik för dess porträtterande av den moderna fotbollsspelaren. 2005 spelade han Kevin Franks i filmen Basic Instinct 2 (med bland andra Sharon Stone). Collymore syns och hörs ibland i brittisk TV och radio och äger Maverick Spirit Productions, ett brittiskt TV-produktionsbolag.
Den 19 maj 2007 kommenterade han FA-cupfinalen mellan Manchester United och Chelsea på Wembley Stadium samt Champions League-finalen mellan Liverpool FC och AC Milan i Aten.